# Lövlandet
Lövlandet är en ö i Finland. Den ligger i Finska viken och i kommunen Kyrkslätt i den ekonomiska regionen  Helsingfors i landskapet Nyland, i den södra delen av landet. Ön ligger omkring 29 kilometer sydväst om Helsingfors.
Öns area är 2,9 hektar och dess största längd är 240 meter i sydöst-nordvästlig riktning.